# Francesco Bottin

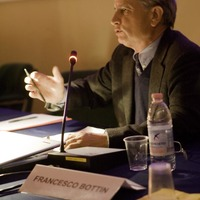
prof. Francesco Bottin

Francesco Bottin (Padova, 9 marzo 1944) è un filosofo e storico della filosofia italiano.

## Biografia
Professore ordinario di Storia della Filosofia Medievale alle Università di Padova, Venezia, Bari e Verona, si è occupato prevalentemente di dottrine linguistiche e logiche (consequentiae, teorie del segno) e di epistemologia e storia della scienza nel periodo medievale; si è inoltre occupato di logica e metodo scientifico in età medievale e umanistica, con particolare riferimento alle antinomie semantiche, alle dottrine semiotiche, a numerose dottrine logiche e al nominalismo.
Nel corso della sua carriera accademica ha rivestito i seguenti incarichi:
- Direttore del Centro "Carlo Giacon" (1989-2005 e 2008-2013);
- Direttore dell’Istituto di Storia della Filosofia (dal 1º novembre 1990 al 31 ottobre 1996);
- Direttore del Centro per Ricerche di Filosofia Medievale (dall’a.a. 1990-91);
- Responsabile della Redazione e attualmente Condirettore della rivista "Medioevo";
- Direttore della collana “Subsidia Mediaevalia Patavina”;
- Presidente della Società Filosofica, Sezione Veneta (dal maggio 1995 al giugno 1998).

## Opere
- «Girolamo Balduino. Ricerche sulla logica della Scuola di Padova nel Rinascimento», con G. Papuli - Manduria 1967, in Rivista Critica di Storia della Filosofia, XXVI (1971), pp. 347-349
- «The Mediaeval Liars: a Catalogue of the insolubilia Literature», Toronto 1975, con P.V. Space in Studia Patavina, XXIV (1971), pp. 435-436
- «La teoria del regressus in Giacomo Zabarella», in Saggi e ricerche, a cura di C. Giacon, Antenore, Padova 1972, pp. 49-70
- «Nota sulla natura della logica in Giacomo Zabarella», Giornale Critico della Filosofia Italiana, 54 (1973), pp. 39-51
- «L'opinio de insolubilibus di Riccardo Kilvington», Rivista critica di Storia della Filosofia, XXVIII (1973), pp. 409-422
- «Un testo fondamentale nell'ambito della nuova fisica di Oxford: i Sophismata di Riccardo Kilvington», in Antiqui und moderni. Traditionsbewusstsein und Fortschrittsbewusstsein im späten Mittelalter, hgg. von A. Zimmermann, Walter de Gruyter, Berlin-New York 1974, pp. 201-205
- «Nota sul positivismo logico di Karl Popper», in Le più recenti epistemologie: Popper-Hempel, Gregoriana, Padova 1974, pp. 111- 116
- «Per una definizione di consequentia», in Logica e semantica, a cura di C. Giacon, Antenore, Padova 1975, pp. 17-36
- «Ruolo degli insolubilia nella logica medievale», Studia Mediewistyczne, XVI (1975), pp. 15-37
- «Proposizioni condizionali, consequentiae e paradossi dell'implicazione in Paolo Veneto», Medioevo. Rivista di storia della filosofia medievale, II (1976), pp. 289-330
- «Le antinomie semantiche nella logica medievale», Padova (1976)
- «Dalle origini rinascimentali alla historia philosophica»] 1981; La Scuola, Brescia (trad. inglese: «From its origins in the Renaissance to the Historia Philosophica» 1993; Dordrecht, Kluwer)
- «La scienza degli occamisti. La scienza tardo-medievale dal paradigma nominalista alla rivoluzione scientifica», Rimini (1982)
- «L'esperienza medievale del tempo tra modelli divini ed umana finitudine» 1982; Bagnoregio: Centro di studi bonaventuriani
- «Pierre Duhem, Salvare i fenomeni. Saggio sulla nozione di teoria fisica da Platone a Galileo, introduzione, traduzione e commento», Roma 1986
- «La storiografia filosofica nell’area britannica», in Il secondo Illuminismo e l’età kantiana, Padova, Antenore,  1988, pp. 501-621
- «The Scottish Enlightenment and “Philosophical History”» (trad. inglese), 2015, pp. 383-443, Dordrecht, Springer
- «Ricerca della felicità e piaceri dell’intelletto», Firenze 1989
- «Ruggero Bacone, La scienza sperimentale», (introduzione, traduzione e commento), Milano 1990
- «Ockhams offene Rationalität», in Die Gegenwart Okhams, h. von W. Vossenkhul und R. Schoenberger, VCH, Weinheim 1990, pp. 51-62
- «Galileo Galilei e la fisica medievale», Studia Patavina 1992; Padova, CEDAM
- «L’Atene celeste dei filosofi nel Convivio di Dante», in I volti dell’uomo: scritti in onore di Pietro Giacomo Nonis, Lint Trieste 1992
- «Motivi preumanistici in Ruggero Bacone» In: Studi in onore di Giovanni Santinello, Padova, Antenore 1993, pp. 333-346
- «Giovanni Duns Scoto e Robert Musil: mondi possibili e irriducibilità dell'esperienza», in Etica e Persona. Duns Scoto e suggestioni del moderno, Edizioni Francescane, Bologna 1994, pp. 195-205
- «Premesse teoriche del Giubileo del 1300: indulgenze e plenitudo potestatis 1999»; Padova: Seminario vescovile editore
- «Francesco Patrizi e l'aristotelismo padovano», Quaderni per la Storia dell’Università di Padova, 1999; Padova, Antenore
- «Linguaggio mentale e atti di pensiero in Guglielmo di Ockham», Porto Alegre 2000
- «Leggi di natura e leggi divine dal Medioevo all’età moderna», in Leggi di natura: Analisi storico-critica di un concetto, Giovanni Boniolo & Mauro Dorato (eds.) McGraw-Hill (2001) - (trad. in tedesco) Gesetze der Natur und Gesetze Gottes vom Mittelalter bis zur Moderne, Paderborn 2005
- «Giacomo Zabarella: la logica come metodologia scientifica» In: La presenza dell'aristotelismo padovano nella filosofia della prima modernità, Antenore, Padova 2002, pp. 33-55
- «Sobre a natureza da linguagem: Agostinho e Wittgenstein» Agora Filosofica, 7 (2007), pp. 27-42
- «Filosofia medievale della mente», Padova, Il Poligrafo (2005)
- «Pietro d'Abano, Marco Polo e Giovanni da Montecorvino», Medicina nei secoli. Arte e Scienza, 20 (2008), pp. 427-446
- «Traduttori veneti alle origini dell'aristotelismo medievale», Atti dell’Accademia Patavina di Scienze, Lettere ed Arti, 2009; Padova (Tipografia "La Garangola")
- «Tommaso d'Aquino, Duns Scoto e Edith Stein. Sulla individuazione», Il Santo, 49 (2009), pp. 121-129
- «Unibilitas. Back to the Source of the Soul's Unibility to the Body», (2010) Medioevo, vol. 35 (2010) p. 9-36
- «Percorsi medievali per problemi filosofici contemporanei», Padova, Cleup (2010)
- «Ockham and Oratio mentalis, in Logic and Religious Discourse», ed. A. Schumann, Ontos Verlag, Frankfurt 2010, pp. 132-162
- «Aristoteli necesse fuit [...]: aristotelismo necessario e coerenza razionale in Tommaso d'Aquino», in Studies on Aristotle and aristotelian Tradition, Edizioni di storia della Tradizione aristotelica, Lecce 2011, pp. 275-296
- «Scientia de anima: natural enquiry and awareness of the Self in the medieval tradition of De anima» (2012) - in: La psychologie d'Aristote, Vrin, Paris, p. 215-250
- «Linguaggio e conoscenza: strategie linguistiche e vie razionali nel pensiero medievale = linguistic strategies and rational paths in medieval thinking» / a cura di Francesco Bottin, Medioevo 2013; Padova, Il Poligrafo
- «La classificazione delle scienze / Al-Farabi», introduzione, 2013; Padova, Il Poligrafo
- «Alberto da Padova e la cultura degli Agostiniani», a cura di Francesco Bottin 2014; Padova University Press